# Aspidoras spilotus
Aspidoras spilotus är en fiskart som beskrevs av Han Nijssen och Isbrücker, 1976. Aspidoras spilotus ingår i släktet Aspidoras och familjen Callichthyidae. Inga underarter finns listade.